# NGC 1424
NGC 1424 في الفهرس العام الجديد، هي مجرة، تقع في كوكبة النهر. اكتشفت في 8 ديسمبر 1850 بواسطة ويليام بارسونز.

## روابط خارجية
- NGC 1424 على موقع ويكي سكاي: DSS2, SDSS, GALEX, IRAS, Hydrogen α, X-Ray, Astrophoto, Sky Map, Articles and images